# Département de Rinconada
Le département de Rinconada est une des 16 subdivisions de la province de Jujuy, en Argentine. Son chef-lieu est la ville de Rinconada.
Le département a une superficie de 6 407 km2. Sa population extrêmement clairsemée s'élevait à 2 298 habitants en 2001, soit une densité de 0,3 hab./km2.

## Localités
Outre le chef-lieu d'arrondissement, Rinconada, il faut citer :
- Mina Pirquitas, localité la plus élevée d'Argentine (4 271 mètres d'altitude).

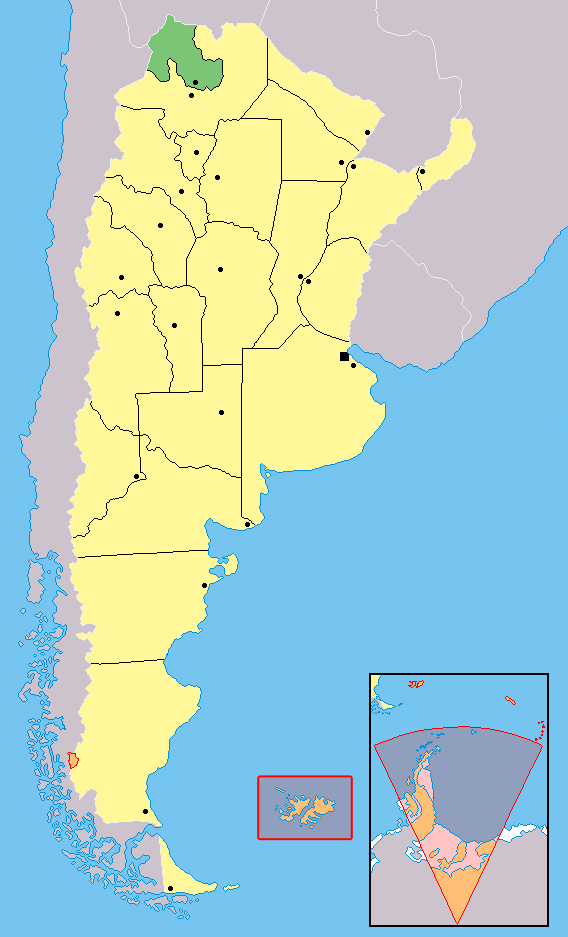
Localisation de la province de Jujuy en Argentine.

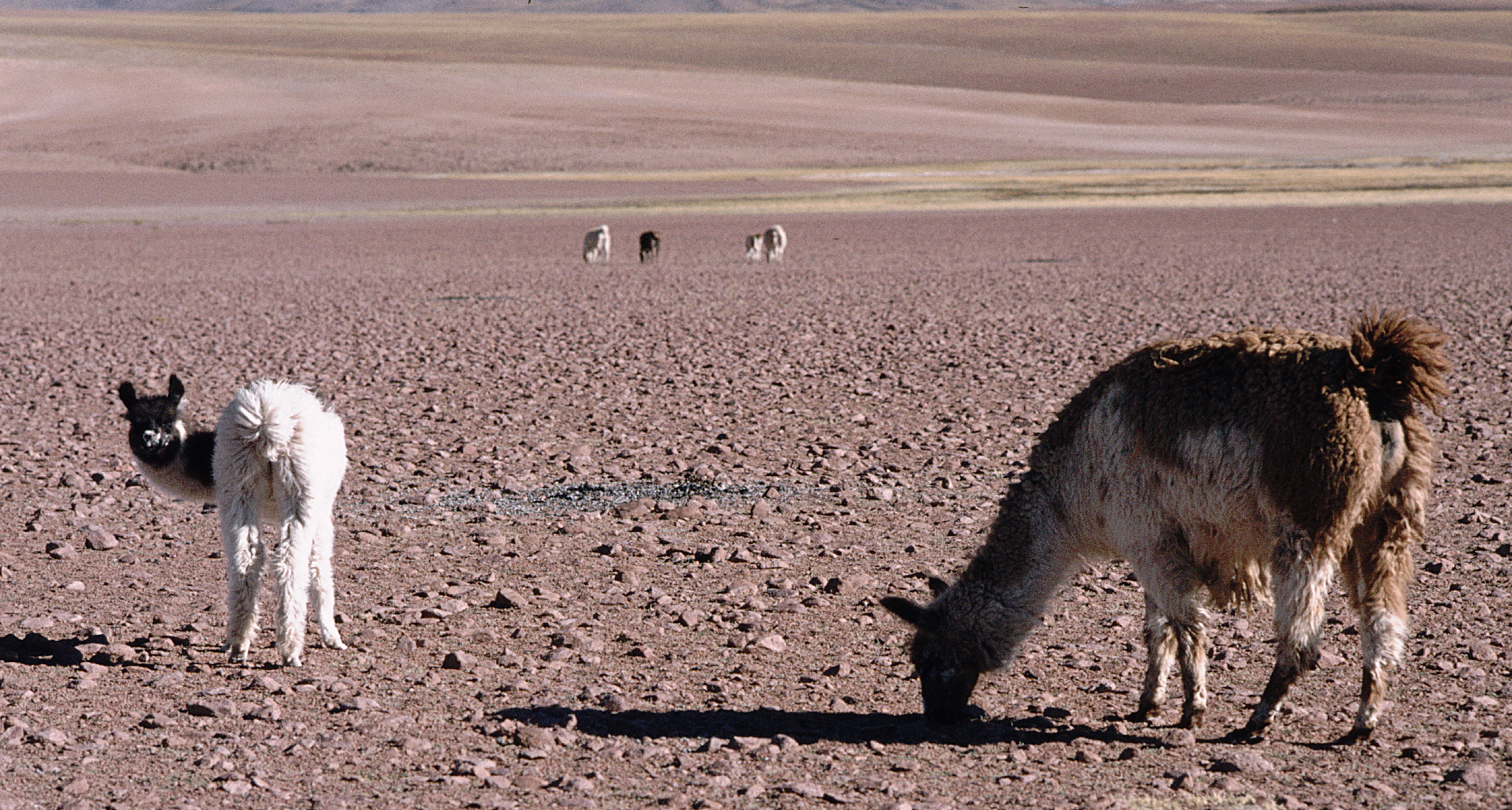
Des guanacos, nombreux dans la région.

C'est sur le territoire de ce département qu'est situé le site Ramsar des Lagunas de Vilama.